# Праццо
Праццо (італ. Prazzo, п'єм. Prass) — муніципалітет в Італії, у регіоні П'ємонт,  провінція Кунео.
Праццо розташоване на відстані близько 530 км на північний захід від Рима, 85 км на південний захід від Турина, 45 км на захід від Кунео.
Населення — 169 осіб (2014).
Щорічний фестиваль відбувається 25 липня. Покровитель — San Giacomo.

## Демографія
Населення за роками:

Станом на 1 січня 2023 року в муніципалітеті офіційно проживало 8 іноземців з 4 країн, серед них 6 громадян країн Євросоюзу.

## Сусідні муніципалітети
- Аччельйо
- Белліно
- Канозіо
- Ельва
- Мармора
- Строппо